# Кастель-Сан-Вінченцо
Кастель-Сан-Вінченцо (італ. Castel San Vincenzo) — муніципалітет в Італії, у регіоні Молізе,  провінція Ізернія.
Кастель-Сан-Вінченцо розташований на відстані близько 135 км на схід від Рима, 55 км на захід від Кампобассо, 15 км на захід від Ізернії.
Населення — 534 особи (2014).

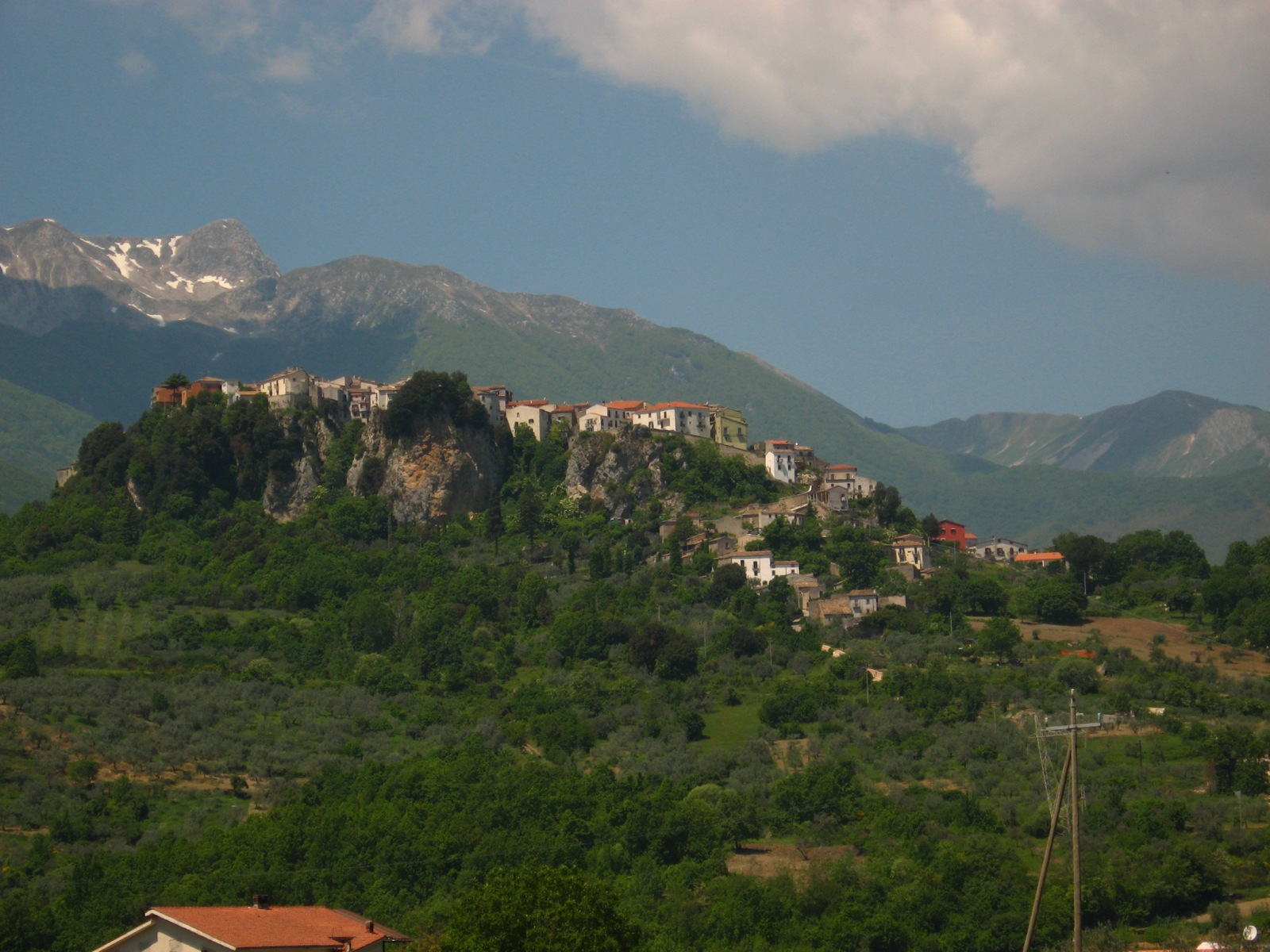

Щорічний фестиваль відбувається 11 листопада. Покровитель — святий Мартин.

## Демографія
Населення за роками:

Станом на 1 січня 2023 року в муніципалітеті офіційно проживало 7 іноземців з 5 країн, серед них 3 громадяни країн Євросоюзу та 2 громадяни України.

## Сусідні муніципалітети
- Черро-аль-Вольтурно
- Коллі-а-Вольтурно
- Монтенеро-Валь-Кокк'яра
- Піццоне
- Роккетта-а-Вольтурно
- Сан-Б'яджо-Сарачиніско